# Raw foodism

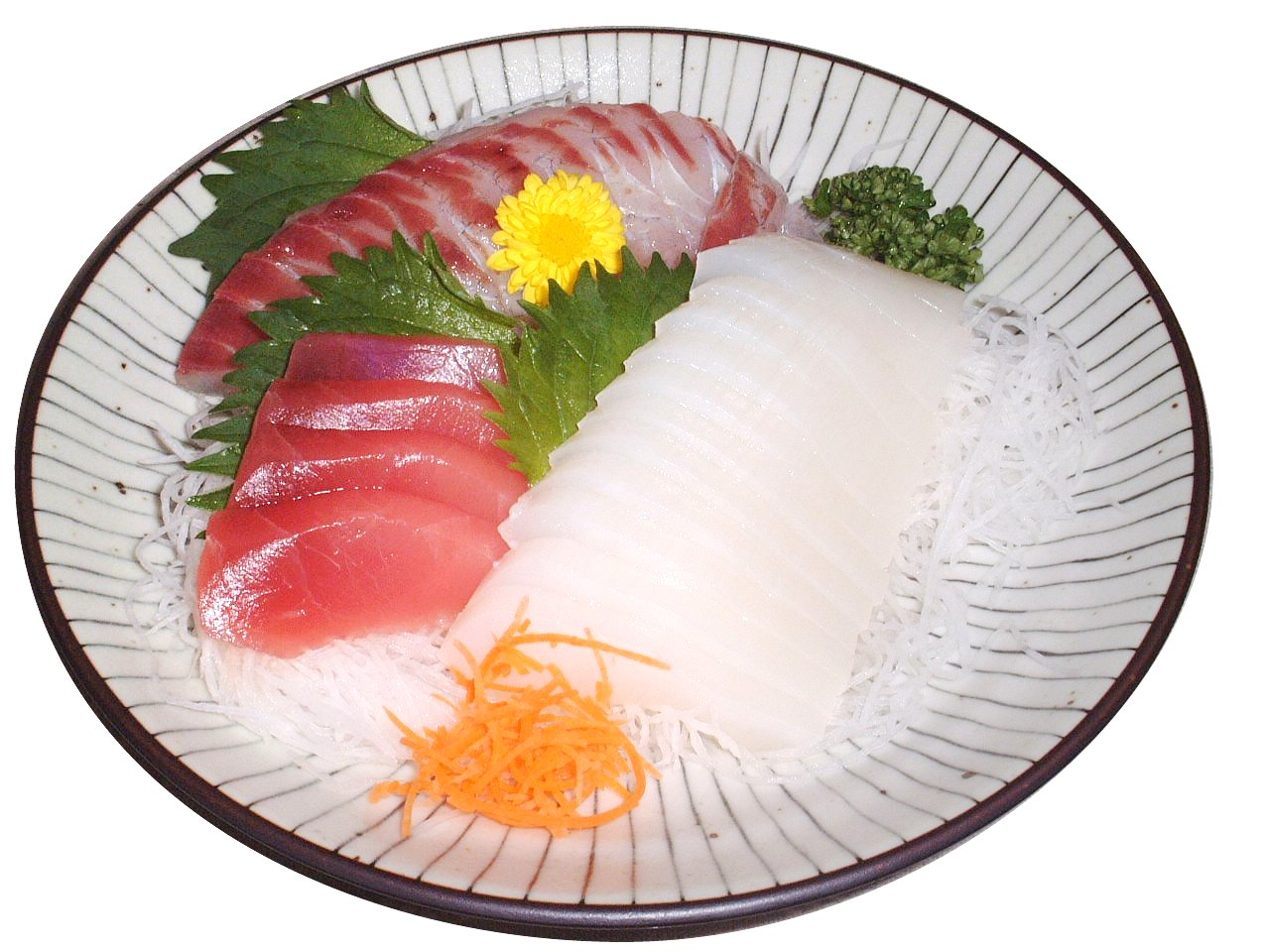
Sashimi japonez este un fel de mâncare crudă

Raw foodism, numită și dietă crudivoră este o practică alimentară care constă în consumul exclusiv sau predominant de alimente nepreparate termic și neprocesate. Dieta include consumul de fructe, legume, nuci, cereale, semințe, ouă, pește, carne, produse lactate procesate în mod simplu, dar exclude alimentele pasteurizate, omogenizate.
Tendința recentă de a consuma alimente naturale crude a avut și ea urmări nedorite. Astfel în anii 1980 în Germania au fost înregistrate cazuri de otrăvire cu ergot din Müsli, un produs utilizat pentru micul dejun, care conține secară nefiartă.

## Istorie
Istoric, dietele bazate pe alimente crude au fost asociate cu sihaștri și călugări care practicau ascetismul. La sfârșitul anilor 1300 d. Hr., călugărul etiopian Qozmos a adoptat alimentația crudă, fapt ce a creat o problemă în mănăstirea Bisericii Ortodoxe Etiopiene Tewahedo. Qozmos a refuzat să mănânce pâinea Euharistiei, care era gătită și drept urmare, a fugit din biserică și s-a mutat într-o comunitate evreiască.
Dietele contemporane pe bază de alimente crude au fost dezvoltate pentru prima dată în Elveția de către Maximilian Bircher-Benner (1867–1939), care a fost influențat în tinerețe de mișcarea germană Lebensreform, ce considera civilizația coruptă și promova o revenire la natură (susținând medicina holistică, nudismul, iubirea liberă, exercițiile fizice regulate, activitățile în aer liber și alimentele considerate mai „naturale”).
În secolul XXI, dietele cu alimente crude (axate pe lapte crud, ouă crude și carne crudă) au fost popularizate și politizate ca parte a unei mișcări mai largi asociate cu „bodybuilderii de dreapta”, centrată pe hipermasculinitate, fitness fizic, fascinație pentru civilizațiile antice și opoziție față de feminism și cultura modernă mainstream.

## Raw vegan

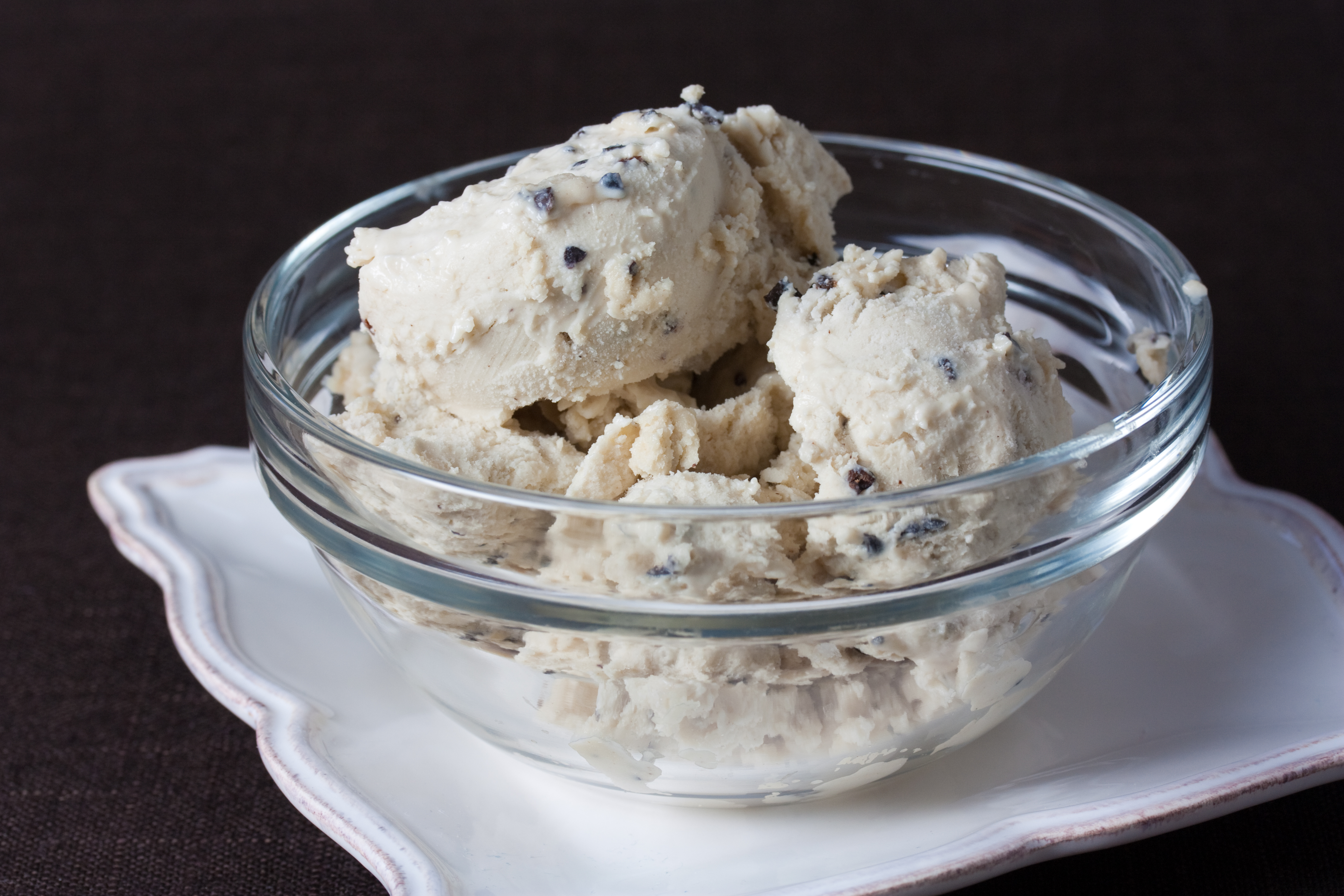
Înghețată raw vegan

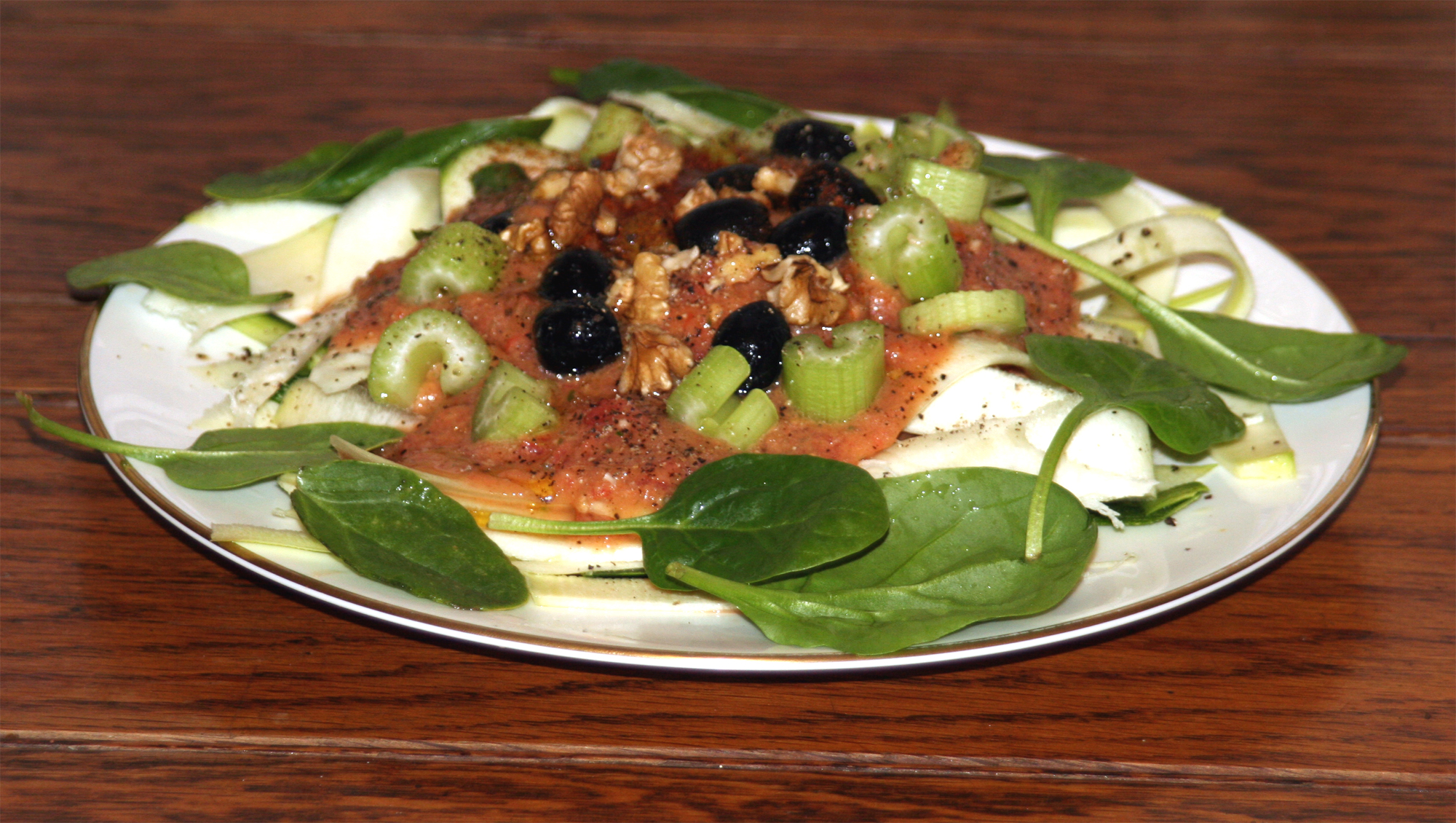
Preparat raw vegan cu sos de roșii, măsline, țelină, spanac și nuci.

Raw veganismul a fost rareori practicat de-a lungul istoriei, dar a devenit o modă în secolul XXI. Dieta raw vegană constă în alimente vegetale neprocesate, crude, care nu au fost încălzite peste 40–49 °C. Alimentele tipice în aceste diete sunt fructele, legumele, nucile, semințele, cerealele și leguminoasele.

## Efecte asupra sănătății
Dietele vegane crude pot afecta dezvoltarea copiilor și a sugarilor, întrucât nu asigură suficiente cantități de vitamina B12, vitamina D și calorii pentru un copil aflat în creștere.
Intoxicațiile alimentare reprezintă un risc de sănătate pentru oricine consumă alimente crude, iar cererea crescută pentru astfel de alimente este asociată cu o incidență mai mare a bolilor de origine alimentară. Riscul este ridicat în cazul consumului de carne crudă, pește crud și fructe de mare crude. Au fost documentate numeroase epidemii de gastroenterită asociate cu produse de origine animală crude sau insuficient gătite (inclusiv produse afumate, murate sau uscate), cum ar fi:
- carne crudă[12][13][14]
- organe crude,[13]
- pește crud (de apă sărată sau dulce),[12][15][14]
- fructe de mare,[16]
- lapte crud și produse din lapte crud,[17][18][19]
- ouă crude.[20]

Carnea crudă poate fi contaminată cu bacterii care ar fi distruse prin gătire, iar peștele crud poate conține substanțe care blochează vitamina B1 (anti-tiaminaze).